# LGBT práva v Evropě
Situace práv leseb, gayů, bisexuálů, transsexuálů a dalších (LGBT+) zůstává v Evropě velmi různorodá. Značný podíl na počtu dosavadních států světa, které uzákonily stejnopohlavní manželství, náleží Evropě a další evropské státy mají ve svém právním řádu registrované partnerství nebo jiný právní institut upravující soužití stejnopohlavních párů. Někde uvažují o uzákonění stejnopohlavního manželství a jinde je uzákonily již v prvních desetiletích XXI. století (kupříkladu Finsko po podpisu finského prezidenta roku 2015 pod zákon pojednávajícím o tomto manželství s účinností od 1. března 2017; Irsko po kladném výsledku o manželství rozhodnuvšího květnového referenda roku 2015; Malta takto manželství uznala též od roku 2017 a podobně). V listopadu 2015 legalizoval Kypr registrované partnerství. Ve Slovinsku se v prosinci 2015 konalo referendum, které zvrátilo rozhodnutí Národního shromáždění ohledně návrhu novely zákona o manželství osob stejného pohlaví. V témže měsíci schválilo Řecko podruhé předložený návrh zákona o registrovaném partnerství. Andorra uzákonila stejnopohlavní manželství roku 2022 s účinností od 17. února 2023. Bělorusko, Bulharsko, Chorvatsko, Maďarsko, Lotyšsko, Litva, Moldavsko, Černá Hora, Polsko, Srbsko, Slovensko a Ukrajina mají naopak stejnopohlavní manželství zakázané v ústavě.
Eurobarometr 2015 uvedl jako nejrychleji se rozvíjející ve smyslu LGBT práv a rovného přístupu k instituci manželství tyto evropské státy: Dánsko, Irsko, Nizozemsko, Španělsko a Švédsko.

## Historie
Ačkoli byly homosexuální vztahy zcela běžné, jen výjimečně v podobě sňatku rovnocenné s manželstvím mezi mužem a ženou, ve starověkém Řecku, starověkém Římě a u pohanských Keltů, tak s nástupem křesťanství jako oficiálního náboženství v Římském císařství bylo přijato několik opatření proti homosexuálnímu chování. Na základě rozhodnutí římského císaře Theodosia I. v roce 390 byli odsouzeni všichni pasivní homosexuální muži k smrti. Toto následovalo přijetí občanskoprávního kodexu Corpus iuris civilis roku 529 Justiniánem I., na základě něhož každý muž, který vykoná homosexuální styk, aktivně i pasivně, bude kastrován. Ve většině zemích Evropy bylo v od té doby postupně homosexuální chování, později nazývané někdy sodomie, považováno za těžký zločin a tisíce homosexuálních mužů napříč velkou částí Evropy čelilo trestnímu stíhání a perzekuci. Lesby byly sice oficiálně souzené jen v ojedinělých případech, ale perzekuce a šikana směřovala čas od času i směrem k nim.
Polsko po svém vzniku, ani po zavedení křesťanství roku 966, nepřijalo jakékoliv zákony, které by definovaly homosexualitu jako zločin. Čtyřicet let po rozdělení Polska, kdy ztratilo svojí nezávislost roku 1795, se na tomto území uplatňovaly zákony proti sodomii z Ruska, Pruska a Rakouského císařství v rozděleném Polsku. To svojí nezávislost získalo znovu roku 1918 a zákony okupantských říší si nezachovalo. V roce 1932 byla v Polsku stanovená hranice legálního věku způsobilosti k pohlavnímu styku na 15 let pro heterosexuální i homosexuální orientaci.
V Turecku bylo homosexuální chování legalizováno v roce 1858.
Během velké francouzské revoluce Národní shromáždění přepsalo v roce 1791 trestní zákoník a všechny pasáže o homosexualitě z něj byly vymazány. V průběhu napoleonských válek byla homosexualita dekriminalizována na všech územích okupovaných Francií, jako bylo například Nizozemí a mnoho nesjednocených německých zemí, nicméně v Německu tento proces skončil sjednocením části německých států pod císaře, kterým se stal pruský král, což přineslo dlouhodobé tvrdé stíhání homosexuality. 6. srpna 1942 vláda vichistické Francie vypracovala zákon, který kriminalizoval homosexuální styky s osobou mladší 21 let jako součást své konzervativní agendy. Většina zákonů z této doby byla po válce zrušená, ale antigay legislativa tu zůstala ještě čtyři desetiletí, dokud nebyla zcela zrušená v srpnu 1982, kdy byl legální věk způsobilosti k pohlavnímu styku znovu stanoven na 15 let pro obě orientace.
Nicméně gayové a lesby stále žili v utajení, jelikož negativní postoj ze strany heterosexuální většiny stále přetrvával během posledních dvou dekád až do doby, kdy začala vznikat první LGBT hnutí roku 1969.
Některé státy si v té době prošly obdobím diktatury a byly velmi antihomosexuální jako například Sovětský svaz, nacistické Německo a Španělsko v období Francova režimu. Na rozdíl od nich se Polsko po získání nezávislosti po první světové válce stalo roku 1932 prvním evropským státem, který ve 20. století dekriminalizovala homosexuální aktivitu následována Dánskem roku 1933, Islandem roku 1940, Švýcarskem roku 1942 a Švédskem roku 1944.
V roce 1962 bylo homosexuální chování dekriminalizováno v Československu na základě výzkumu Kurta Freunda nejen penilní pletysmografií homosexuálních mužů. Kurt Freund v něm došel k závěru, že homosexuální orientace je nezměnitelná.
V roce 1972 se Švédsko stalo prvním státem na světě, která umožnila transsexuálním lidem podstupovat chirurgickou změnu pohlaví a hormonální terapii.
V roce 1979 velký počet homosexuálních lidí označených ve Švédsku za nemocné protestovalo proti tomu, aby byla homosexualita považována za nemoc. Hned na to aktivista zaměstnaný v ředitelství National Board of Health and Welfare do několika měsíců učinil ze Švédska první stát v Evropě, která přestala považovat homosexualitu za nemoc.
V roce 1973 vyškrtla homosexualitu ze seznamu duševních poruch Americká psychiatrická asociace, čímž USA předběhly o šest let Švédsko a mělo to význam i pro Evropu s významnými vztahy ku Spojeným státům americkým.
V roce 1989 se stalo Dánsko prvním státem na světě a v Evropě, které umožnilo homosexuálním párům uzavírat registrované partnerství.
Zároveň na to v roce 1991 se stalo Bulharsko prvním státem, který vydal ústavní zákaz stejnopohlavních manželství. Tento krok poté učinilo rovněž i následujících 13 států (Litva roku 1992, Bělorusko a Moldavsko roku 1994, Arménie a Ázerbájdžán roku 1995, Ukrajina roku 1996, Polsko roku 1997, Lotyšsko a Srbsko roku 2006, Černá Hora roku 2007, Maďarsko roku 2012, Chorvatsko roku 2013 a Slovensko roku 2014).
V roce 2001 se emancipace gayů a leseb posunula dalším krokem, když Nizozemsko uzákonilo stejnopohlavní manželství a stalo se tak prvním státem na světě, který tak učinil. Stejnou cestou si vydaly i další státy (Belgie roku 2003, Španělsko roku 2005, Norsko a Švédsko roku 2009, Portugalsko a Island roku 2010, Dánsko roku 2012, Francie roku 2013, Spojené království roku 2014 a Lucembursko roku 2015.)
22. října 2009 se luteránská švédská církev rozhodla, že bude vůči LGBT+ právům otevřená a začala homosexuálním párům dávat požehnání za používání termínu manželství. Toto nové ustanovení začalo platit 1. listopadu 2009 (v této luterské církvi to vzbudilo velký odpor, též vzhledem k podezření z porušení zásady na výhradu svědomí, kdy údajně ultraliberální skupina ovládající církev ho potlačila mimo jiné i za pomoci vyhazovů ze zaměstnání a nucených odchodů minimálně pěti biskupů a několika desítek pastorů do emeritury, tedy do důchodu. Mnoho luterských církví jinde ve světě, hlavně v Africe, Asii a Latinské Americe kvůli tomu přerušilo s luteránskou švédskou církví styky – což se do jisté míry rovnalo vypovězení intercommunia = svátostného společenství).

## Aktuální rozvoj
Irsko umožnilo homosexuálům uzavírat registrovaná partnerství roku 2011 a roku 2013 přijalo ústavní smlouvu ohledně řešení otázky manželských práv pro všechny zakotvených v ústavním pořádku republiky. Toto vyústilo v konání referenda v květnu 2015 ohledně legalizace stejnopohlavního manželství, a s tím souvisejících adopčních práv pro homosexuální páry. Irští občané hlasovali o přijetí nového ústavního zákona znějícího takto: "Manželství je trvalý svazek dvou osob založený právním způsobem a za souhlasu obou osob, které do něj vstupují. Pohlaví jedinců nehraje žádnou roli a nesmí být překážkou pro vstup do manželství." 62,1 % voličů hlasovalo pro, čímž se Irsko stalo prvním státem na světě, která legalizovala stejnopohlavní manželství prostřednictvím plebiscitu. První irský stejnopohlavní svatební obřad byl naplánován na srpen 2015.
Ostrov Man uzákonil registrované partnerství roku 2011 a stejně tak i Jersey roku 2012. Lichtenštejnsko registrovaná partnerství uzákonilo roku 2011 na základě referenda, kde prošla díky 68 % pozitivních hlasů.
1. ledna 2012 byla přijatá nová verze Ústavy Maďarské republiky schválená vládou Viktora Orbána, předsedy vládnoucí strany Fidesz, která striktně vymezuje manželství jako svazek muže a ženy, a která neobsahuje žádnou garantovanou ochranu před diskriminací na základě sexuální orientace.
V roce 2012 vláda Spojeného království spustila veřejnou debatu ohledně stejnopohlavních manželství, což ve výsledku znamenalo změnu legislativy v Anglii a ve Walesu. Zákon byl schválen a stal se účinným 17. července 2013. Ke stejnému kroku se odhodlalo i Skotsko plánující legalizaci stejnopohlavních manželství v roce 2015. Dne 4. února 2014 skotský parlament takový zákon schválil a tím umožnil nejen homosexuálním párům uzavírat manželství, ale i transsexuálům podstupovat proces změny pohlaví bez nutnosti rozvodu manželství.
V květnu 2013 Francie legalizovala stejnopohlavní manželství díky iniciativě prezidenta François Hollandeho, který se na tvorbě nového zákona silně podílel. Stejnopohlavním manželstvím ve Francii však také předcházela velmi silná vlna odporu ze strany pravicových radikálů, kteří se v rámci údajných "pochodů na ochranu rodiny" dopouštěli výtržnictví a homofobních projevů v ulicích Paříže, a kteří byli často rozháněni slzným plynem. Hodně konzervativních a pravicově-extremistických skupin a organizací tento proces považuje za totalitní praktiky. Během tohoto období také došlo ke skoro až dvojnásobnému počtu útoků proti LGBT+ lidem.

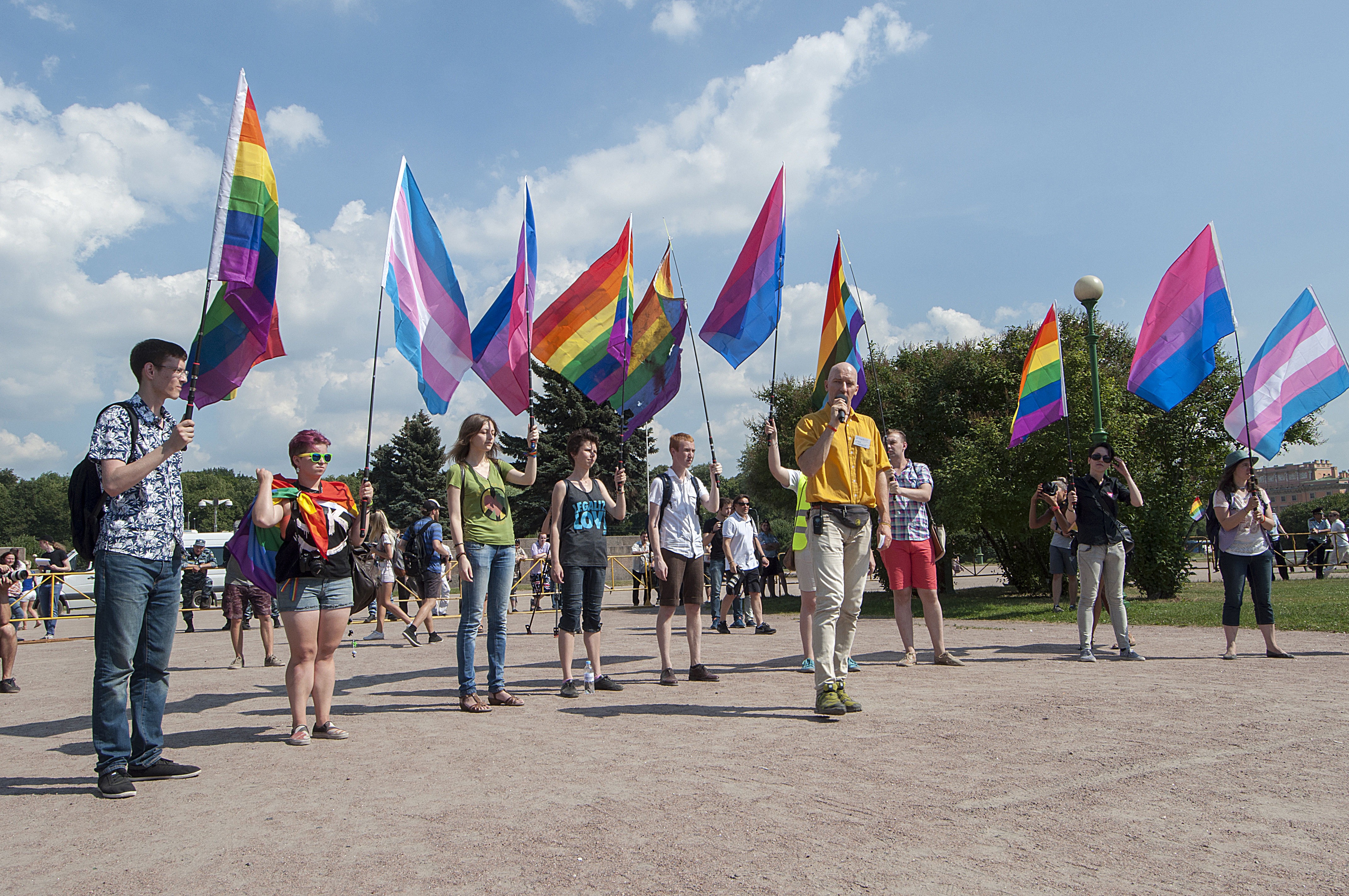
Sankt Peterburg Pride 2014 - uskutečnil se navzdory ruskému homofobnímu zákonu s tím, že se jeho konání bude konat mimo dosah a dohled dětí a mládeže

30. června 2013 ruský prezident Vladimir Putin podepsal homofobní zákon proti LGBT propagandě, který byl předtím schválen Státní dumou. Tento zákon činí z distribuce údajné homosexuální propagandy mezi dětmi a mladistvými trestný čin. I přesto se podařilo LGBT aktivistům uskutečnit Gay pride v Sankt Peterburgu na základě rozhodnutí soudců označující zákaz konání takových akcí za porušování práva na svobodu projevu.
1. prosince 2013 se v Chorvatsku konalo ústavní referendum, v němž se řešilo, zda by mělo být manželství ústavně vymezené jako svazek mezi mužem a ženou. Referenda se zúčastnilo 37,9 % Chorvatů a z nich 65,87 % tento krok podpořilo.
27. ledna 2014 vláda severního Kypru (sporné území okupované po turecké invazi na Kypr roku 1974) schválila novelu rušící zákon z dob kolonizace, který trestal homosexuální styky trestem odnětí svobody ve výši 5 let.
14. dubna 2014 maltským parlamentem prošel zákon o registrovaném partnerství, který zároveň umožnil homosexuálním párům adoptovat děti. V ten samý den parlament rovněž schválil ústavní novelu, která v Ústavě přímo zakazuje diskriminace na základě sexuální orientace nebo genderové identity.
4. června 2014 Národní rada Slovenské republiky přijala ústavní změnu, která zakazuje stejnopohlavní manželství v poměru hlasů 102 : 18.
18. června 2014 lucemburský parlament schválil zákon legalizující stejnopohlavní manželství a adopce. Zákon byl publikován v úředních věstnících a nabyl účinnosti 1. ledna 2015.
15. července 2014 chorvatský parlament schválil registrované partnerství, čímž dal homosexuálním párům stejná práva jako mají manželské páry, kromě adopčních . Nicméně zákon umožňuje, aby se registrovaný partner mohl stát poručníkem dítěte svého stejnopohlavního protějšku, což je instituce vesměs stejná jako jeho osvojení, vč. všech práv a povinností, přesto však za partnerova života není považován za právoplatného rodiče. Kritéria pro poručnictví a osvojení dítěte u různopohlavních párů je v obou případech stejné. Tím pádem registrovaný partner může už za života svého protějšku získat částečnou rodičovskou zodpovědnost k jeho dítěti, a to buď prostřednictvím soudu nebo dohody mezi nimi, přičemž ve všech případech soud přihlíží k nejlepšímu zájmu dítěte.
16. července 2014 makedonský parlament přijal návrh novely Ústavy, který zakazuje stejnopohlavní manželství s 82 % kladných stanovisek a 6 % negativních.
9. října 2014 estonský parlament schválil registrované partnerství v poměru hlasů 40:38. Ten samý den jej podepsal i prezident Toomas Hendrik Ilves a zákon se stal účinným 1. ledna 2016.
27. listopadu 2014 přijal parlament Andorry zákon o registrovaném partnerství, legalizující rovněž i společnou adopci pro stejnopohlavní páry. Účinnosti nabyl 25. prosince 2014.
28. listopadu 2014 finský parlament schválil stejnopohlavní manželství v poměru hlasů 105 : 92.
7. února 2015 proběhlo na Slovensku referendum, ve kterém se mělo rozhodnout, zda by manželstvím mohlo být nazýváno pouze soužití muže a ženy, a zda by homosexuálním párům měla být znemožněna adopce. Výsledek referenda by byl býval kladný s 95 a 92 % souhlasnými stanovisky, kdyby se jej zúčastnilo více osob. Kvůli nízkému procentu účastníků bylo prohlášeno za neplatné.
3. března 2015 schválil slovinský parlament návrh zákona umožňující homosexuálním párům uzavírat manželství v poměru hlasů 51 : 28.
V listopadu 2015 legalizoval Kypr registrované partnerství pro páry stejného pohlaví.
V prosinci 2015 Řecko legalizovalo registrované partnerství, zatímco se ve Slovinsku pozastavilo přijetí březnového návrhu zákona legalizujícího manželství osob stejného pohlaví.
29. dubna 2016 schválil faerský parlament Løgting, závislé území Dánského království, zákon o stejnopohlavních sňatcích, včetně možnosti uzavírat takové manželství před orgánem církve. Nový zákon měl původně nabýt účinnosti k 1. červenci 2016. K legalizaci homosexuálních církevních sňatků na území Faerských ostrovů byl však nutný souhlas dánského parlamentu Folketingu. Ten nové legislativě vyjádřil podporu. Nový zákon se tedy stal účinným 1. července 2017.
13. května 2016 schválil italský parlament návrh zákon o registrovaném partnerství párů stejného pohlaví. 20. května 2016 jej podepsal italský prezident. 21. května byl publikován ve sbírce zákonů Italské republiky a účinnosti nabyl 5. června 2016; do 30 dnů musel být vydán vládní dekret podle sekce 34 zákona, který definuje průběh procedury registrace partnerství a jeho evidence.
21. září 2016 schválil guernseyský parlament návrh zákona o stejnopohlavním manželství v poměru hlasů 33 : 5. Královský souhlas získal 14. prosince 2016. Účinnosti by měl nabýt do konce první poloviny roku 2017.
Následně 26. října 2016 schválil stejnopohlavní manželství i gibraltarský parlament v poměru hlasů 15 : 0. Zákon podepsala britská královna 1. listopadu 2016. Nová legislativa nabyla účinnosti 15. prosince 2016.
31. ledna 2017 odmítl Nejvyšší správní soud Itálie z procedurálních důvodů zrušit rozhodnutí soudu nižší instance uznávající manželství dvou francouzských žen (jedna z nich disponovala právem na italské občanství na základě práva krve 'ius sanguinis) uzavřené v regionu Nord-Pas-de-Calais. Jednalo se o první případ, kdy Itálie uznala stejnopohlavní manželství. Nedá se však říci, že italské soudy budou v případech tohoto typu postupovat vždy stejně.
Do července 2017 přijaly německý a maltský parlament návrhy zákona o stejnopohlavním manželství. prezidenti obou států přijaté návrhy podepsali. Homosexuální páry získali možnost uzavřít sňatek na Maltě od 1. září 2017 a v Německu od 1. října 2017.

## Veřejné mínění napříč Evropou

Právo na adopci dětí v Evropě
Zákon povoluje společnou adopci i adopci dítěte partnera
Zákon povoluje adopci dítěte partnera
Zákon povoluje individuálni adopci
Situace je neznámá nebo nejednoznačná

Projekt Pew Global Attitudes Project provedený v roce 2002 společností Pew Research Center ukázal, že většina občanů západoevropských států si myslí, že homosexualita je akceptovatelná společností, zatímco většina Rusů, Poláků a Ukrajinců si totéž nemyslí. Eurobarometr v roce 2006 se dotazoval 30 tisíc lidí napříč celou EU, aby pak došel k závěru, že odpovědi ze strany všech 27 členských států ohledně otázky "stejnopohlavního manželství" jsou velmi různorodé. Většina podporovatelů pocházela z Nizozemska (82 %) Švédska (71 %), Dánska (69 %), Belgie (62 %), Lucemburska (58 %), Španělska (56 %), Finska (54 %), Německa (52%) a Česka (52 %). Všechny ostatní státy Evropské unie měly procento podporovatelů nižší než 50 %; Rumunsko (11 %), Lotyšsko (12 %), Kypr (14 %), Bulharsko (15 %), Řecko (15 %), Litva (17 %), Polsko (17 %), Maďarsko (15 %) a Malta (18 %). Osvojování dětí homosexuály má většinovou podporu v Nizozemsku (69 %) a Švédsku (51 %) a nejnižší v Polsku a Maltě (7 %).
Výzkum z října 2008, který zadal časopis "The Observer", zjistil, že 55 % Britů podporovalo stejnopohlavní manželství. Šetření z roku 2013 ukázalo, že většina Irů podporovala stejnopohlavní manželství a adopční práva, resp. 73 % a 60 %. Francie má podporuje stejnopohlavních manželství 62 % a Rusko 14 % V Itálii mělo registrované partnerství mezi homosexuály 45 % podporu, zatímco 47 % bylo proti. V roce 2009 v Itálii podpořilo stejnopohlavní manželství 40,4 % obyvatel. V roce 2009 registrované partnerství podporovalo 58,9 % Italů, zatímco 40,4 % podporovalo stejnopohlavní manželství. V roce 2010 63,9 % Řeků podporovalo homosexuální partnerství, zatímco 38,5 % manželství. V roce 2012 na základě výzkumu od Malta Today 41 % Malťanů podporovalo stejnopohlavní manželství se vzrůstající 60 % podporou ze strany věkové skupiny v rozmezí 18-35 let. Podle zprávy od organizace CBOS 65 % Poláků bylo proti registrovanému partnerství, 72 % proti stejnopohlavnímu manželství, 88 % proti adopcím homosexuály a 68 % proti tomu, aby gayové a lesby veřejně ukazovali svůj životní styl. V Chorvatsku dle šetření z listopadu 2013 si 59 % Chorvatů myslelo, že manželství by mělo být v Ústavě jasně vymezené jako svazek mezi mužem a ženou, zatímco 31 % bylo proti.
Podle demografické struktury průzkumů veřejného mínění z roku 2003 zaujímaly kladné stanovisko vůči stejnopohlavnímu manželství a adopci zpravidla ženy, mladší generace a osoby s vyšším vzděláním než ostatní.
Podle řeckého průzkumu z února 2016 podporovalo 14 % Řeků adopci dětí homosexuálními páry, zatímco 84 % bylo proti. http://avmag.gr/61882/iper-tou-simfonou-simviosis-alla-kata-tis-iiothesias-apo-omofila-zevgaria/
| Stát               | Výzkum                       | Rok  | Pro                                                                                          | Proti | Nevím / Je mi to jedno / Bez odpovědi |
| ------------------ | ---------------------------- | ---- | -------------------------------------------------------------------------------------------- | ----- | ------------------------------------- |
| Rakousko           | Der Standard                 | 2013 | 61 %                                                                                         | 33 %  | 6 %                                   |
| Belgie             | Ipsos                        | 2013 | 67 %                                                                                         | 21 %  | 12 %                                  |
| Bulharsko          | Eurobarometer                | 2006 | 15 %                                                                                         | 65 %  | 20 %                                  |
| Chorvatsko         | Pilar's barometer            | 2014 | 17 %                                                                                         | 61 %  | 1 % bez odpovědi, 21 % je mi to jedno |
| Kypr               | SIGMALIVE                    | 2014 | 39 %                                                                                         | 58 %  | 2 %                                   |
| Česko              | CVVM                         | 2017 | 52 %                                                                                         | 41 %  | 7 %                                   |
| Dánsko             | YouGov                       | 2012 | 79 %                                                                                         | 16 %  | 6 %                                   |
| Estonsko           | ASi                          | 2012 | 34 %                                                                                         | 60 %  | 6 %                                   |
| Finsko             | Taloustutkimus               | 2014 | 65 %                                                                                         | 27 %  | 8 %                                   |
| Francie            | Ifop                         | 2014 | 68 %                                                                                         | 32 %  | 0 %                                   |
| Německo            | RTL/Stern                    | 2013 | 74 %                                                                                         | 23 %  | 3 %                                   |
| Řecko              | A Kapa Research              | 2010 | 39 %                                                                                         | 52 %  | 9 %                                   |
| Maďarsko           | Ipsos                        | 2013 | 30 %                                                                                         | 47 %  | 23 %                                  |
| Irsko              | RedC                         | 2014 | 76 %                                                                                         | 19 %  | 5 %                                   |
| Itálie             | Demos                        | 2014 | 55 %                                                                                         | 42 %  | 3 %                                   |
| Lotyšsko           | Eurobarometer                | 2006 | 12 %                                                                                         | 77 %  | 7 %                                   |
| Litva              |                              | 2013 | 5 %                                                                                          | 84 %  | 8 %                                   |
| Lucembursko        | Politmonitor                 | 2013 | 82 %                                                                                         | 17 %  | 1 %                                   |
| Malta              | MaltaToday                   | 2012 | 46 %                                                                                         | 51 %  | 3 %                                   |
| Nizozemsko         | Eurobarometer                | 2006 | 82 %                                                                                         | 16 %  | 2 %                                   |
| Norsko             | Ipsos                        | 2013 | 78 %                                                                                         | 17 %  | 4 %                                   |
| Polsko             | CBOS                         | 2013 | 26 %                                                                                         | 68 %  | 6 %                                   |
| Portugalsko        | Eurosondagem                 | 2010 | 52 %                                                                                         | 43 %  | 5 %                                   |
| Rumunsko           | Eurobarometer                | 2006 | 11 %                                                                                         | 79 %  | 10 %                                  |
| Rusko              | Levada Public Opinion Center | 2013 | 5 %                                                                                          | 85 %  | 10 %                                  |
| Slovensko          | Eurobarometer                | 2006 | 19 %                                                                                         | 81 %  | 0 %                                   |
| Slovinsko          | Eurobarometer                | 2006 | 22 %                                                                                         | 75 %  | 4 %                                   |
| Španělsko          | Ipsos                        | 2013 | 76 %                                                                                         | 18 %  | 6 %                                   |
| Švédsko            | Ipsos                        | 2013 | 81 %                                                                                         | 14 %  | 4 %                                   |
| Švýcarsko          | Ifop                         | 2013 | 63 %                                                                                         | -     | -                                     |
| Ukrajina           | Gay Alliance of Ukraine      | 2013 | 26 %: 9 % pro stejnopohlavní manželství, 17 % pro výjimky v závislosti na konkrétním případu | 62 %  | 12 %                                  |
| Spojené království | BBC Radio 5                  | 2014 | 68 %                                                                                         | 26 %  | 6 %                                   |

| Stát               | Výzkum                                         | Rok  | Pro                                                                                          | Proti     | Nevím / Je mi to jedno / Bez odpovědi |
| ------------------ | ---------------------------------------------- | ---- | -------------------------------------------------------------------------------------------- | --------- | ------------------------------------- |
| Rakousko           | Der Standard                                   | 2013 | 56 %                                                                                         | 37 %      | 7 %                                   |
| Belgie             | Ipsos                                          | 2013 | 67 %                                                                                         | 33 %      | 0 %                                   |
| Bulharsko          | Eurobarometer                                  | 2006 | 12 %                                                                                         | 68 %      | 20 %                                  |
| Kypr               | Eurobarometer                                  | 2006 | 10 %                                                                                         | 86 %      | 4 %                                   |
| Česko              | CVVM: děti partnera/partnerky: z ústavní péče: | 2017 | 68 % 51 %                                                                                    | 24 % 40 % | 7 % 9 %                               |
| Dánsko             | YouGov                                         | 2012 | 59 %                                                                                         | 31 %      | 11 %                                  |
| Estonsko           | Eurobarometer                                  | 2006 | 14 %                                                                                         | 79 %      | 7 %                                   |
| Finsko             | Taloustutkimus                                 | 2013 | 51 %                                                                                         | 42 %      | 7 %                                   |
| Francie            | Ifop                                           | 2014 | 53 %                                                                                         | 47 %      | 0 %                                   |
| Německo            | Ipsos                                          | 2013 | 71 %                                                                                         | 29 %      | 0 %                                   |
| Řecko              | Eurobarometer                                  | 2006 | 11 %                                                                                         | 89 %      | 0 %                                   |
| Maďarsko           | Eurobarometer                                  | 2006 | 13 %                                                                                         | 81 %      | 6 %                                   |
| Irsko              | Red C Poll                                     | 2011 | 60 %                                                                                         |           |                                       |
| Itálie             | Ipsos                                          | 2013 | 42 %                                                                                         | 58 %      | 0 %                                   |
| Lotyšsko           | Eurobarometer                                  | 2006 | 8 %                                                                                          | 89 %      | 3 %                                   |
| Litva              | Eurobarometer                                  | 2006 | 12 %                                                                                         | 82 %      | 6 %                                   |
| Lucembursko        | Politmonitor                                   | 2013 | 55 %                                                                                         | 44 %      | 1 %                                   |
| Malta              | Eurobarometer                                  | 2006 | 7 %                                                                                          | 85 %      | 9 %                                   |
| Nizozemsko         | Eurobarometer                                  | 2006 | 69 %                                                                                         | 27 %      | 4 %                                   |
| Polsko             | CBOS                                           | 2013 | 8 %                                                                                          | 87 %      | 5 %                                   |
| Portugalsko        | Eurobarometer                                  | 2006 | 19 %                                                                                         | 74 %      | 8 %                                   |
| Rumunsko           | Eurobarometer                                  | 2006 | 8 %                                                                                          | 82 %      | 10 %                                  |
| Rusko              | Levada Public Opinion Center                   | 2013 | 5 %                                                                                          | 80 %      | 15 %                                  |
| Slovensko          | Eurobarometer                                  | 2006 | 12 %                                                                                         | 84 %      | 4 %                                   |
| Slovinsko          | Eurobarometer                                  | 2006 | 17 %                                                                                         | 80 %      | 3 %                                   |
| Španělsko          | Ipsos                                          | 2013 | 73 %                                                                                         | 27 %      | 0 %                                   |
| Švédsko            | Ipsos                                          | 2013 | 78 %                                                                                         | 21 %      | 1 %                                   |
| Švýcarsko          | Ifop                                           | 2013 | 63 %                                                                                         | 37 %      | 0 %                                   |
| Ukrajina           | Gay Alliance of Ukraine                        | 2013 | 20 %: 7 % pro stejnopohlavní manželství, 13 % pro výjimky v závislosti na konkrétním případu | 68 %      | 12 %                                  |
| Spojené království | Ipsos                                          | 2013 | 65 %                                                                                         | 35 %      | 0 %                                   |

## Legislativa napříč státy

Stejnopohlavní svazky v Evropě
Stejnopohlavní manželství
Jiný registrovaný svazek
Neregistrované soužití
Politicky zvažováno
Neuznáváno či neznámo
Stejnopohlavní manželství zakázáno

Zákony proti homofobním zločinům z nenávisti a verbálním útokům v Evropě
Zákony proti homofobním a "transfobním" trestným činům z nenávisti a/nebo verbálním útokům
Zákony proti homofobním trestným činům z nenávisti a/nebo verbálním útokům
Zákony tento pojem neznají / nejsou údaje

Členství v Evropské unii vyžaduje nejen zrušení antigay legislativy, nýbrž Amsterodamská smlouva vyžaduje i přijetí antidiskriminační legislativy členskými státy.
 
| Legislativa v zemi: | Legální stejnopohlavní styk | Stejnopohlavní soužití                                                                                         | Stejnopohlavní manželství                                                                        | Homoparentální osvojení | Antidiskriminace (sexuální orientace) |
| ------------------- | --- | --- | ------------------------------------------------------------------------------------------------ | --- | --- |
| Albánie             | Legální od r. 1995 + podepsána deklarace Spojených národů                                                                              | Premiér Beriša v roce 2009 oznámil, že by podpořil stejnopohlavní manželství, avšak dosud nedošlo k uzákonění. | [ 92 ]                                                                                           | Ne | Zakazuje veškerou antigay diskriminaci |
| Andorra             | Legální od r. 1790 + podepsána deklarace Spojených národů                                                                              | Legální od r. 2005                                                                                             | Legálníod r. 2023                                                                                | Legální od r. 2014 | Zakazuje veškerou antigay diskriminaci |
| Belgie              | Legální od r. 1843 + podepsána deklarace Spojených národů                                                                              | Legální od r. 2000                                                                                             | Legální od r. 2003                                                                               | Legální od r. 2006 | Zakazuje veškerou antigay diskriminaci |
| Bělorusko           | Legální od r. 1994 | Ne | Ústavní zákaz od r. 1994.                                                                        | Ne | Ne |
| Bosna a Hercegovina | Legální od r. 1998 + podepsána deklarace Spojených národů                                                                              | Ne | Ne                                                                                               | Ne | Zakazuje veškerou antigay diskriminaci |
| Bulharsko           | Legální od r. 1968 + podepsána deklarace Spojených národů                                                                              | Ne | Ústavní zákaz od r. 1991                                                                         | Homosexuální jednotlivec může osvojit | Zakazuje veškerou antigay diskriminaci |
| Černá Hora          | Legální od r. 1977 + podepsána deklarace Spojených národů                                                                              | Životní partnerství od r. 2021.                                                                                | Ústavní zákaz od r. 2007                                                                         | Ne | Zakazuje veškerou antigay diskriminaci |
| Česko               | Legální od r. 1962 + podepsána deklarace Spojených národů                                                                              | Registrované partnerství od roku 2006.                                                                         | Ne                                                                                               | Adopce dítěte partnera od r. 2025 | Zakazuje veškerou antigay diskriminaci |
| Dánsko              | Legální od r. 1933 + podepsána deklarace Spojených národů                                                                              | Legální od r. 1989                                                                                             | Legální od r. 2012                                                                               | Ano | Zakazuje veškerou antigay diskriminaci |
| Estonsko            | Legální od r. 1992 + podepsána deklarace Spojených národů                                                                              | Registrované partnerství od r. 2016                                                                            | Legální od r. 2024                                                                               | Legální od r. 2024 | Zakazuje veškerou antigay diskriminaci |
| Finsko              | Legální od r. 1971 + podepsána deklarace Spojených národů                                                                              | Legální od r. 2002                                                                                             | Legální od r. 2017                                                                               | Legální od r. 2017 | Zakazuje veškerou antigay diskriminaci |
| Francie             | Legální od r. 1791 + podepsána deklarace Spojených národů                                                                              | Občanský pakt solidarity od r. 1999                                                                            | Legální od r. 2013                                                                               | Legální od r. 2013 | Zakazuje veškerou antigay diskriminaci |
| Chorvatsko          | Legální od r. 1977 + podepsána deklarace Spojených národů                                                                              | Registrované partnerství od roku 2014                                                                          | Ústavní zákaz od r. 2013                                                                         | / V registrovaném partnerství od r. 2022. | Zakazuje veškerou antigay diskriminaci |
| Irsko               | Legální od r. 1993 + podepsána deklarace Spojených národů                                                                              | Legální od r. 2011                                                                                             | (2015)                                                                                           | (2015) | Zakazuje veškerou antigay diskriminaci |
| Island              | Legální od r. 1940 + podepsána deklarace Spojených národů                                                                              | Legální od r. 1996                                                                                             | Legální od r. 2010                                                                               | Legální od r. 2006 | Zakazuje veškerou antigay diskriminaci |
| Itálie              | Legální od r. 1890 + podepsána deklarace Spojených národů                                                                              | Registrované partnerství legální celostátně od r. 2016, dříve podpůrná právní úprava na regionální úrovni      | (Navrženo; stejno pohl. manž. uzavřená zahraničí uznávána jako registr. patnerství (od r. 2018)) | Pouze sezdané páry mohou osvojit. V některých regionech rozhodly soudy o adopci dítěte druhého z partnerů.                                                             | Částečně zakazuje antigay diskriminaci (Toskánsko a Piedmont zakazují veškerou antigay diskriminaci)                                                                              |
| Kypr                | Legální od r. 1998 + podepsána deklarace Spojených národů                                                                              | Registrované partnerství od r. 2015                                                                            | Ne                                                                                               | Ne | Zakazuje veškerou antigay diskriminaci |
| Lichtenštejnsko     | Legální od r. 1989 + podepsána deklarace Spojených národů                                                                              | Registrované partnerství od r. 2011                                                                            | (Navrženo)                                                                                       | (Navrženo) | Zakazuje veškerou antigay diskriminaci |
| Litva               | Legální od r. 1993 + podepsána deklarace Spojených národů                                                                              | (Navrženo) | Ústavní zákaz od r. 1992                                                                         | Pouze sezdané páry mohou osvojit | Zakazuje veškerou antigay diskriminaci |
| Lotyšsko            | Legální od r. 1992 + podepsána deklarace Spojených národů                                                                              | Registrované partnerství od r. 2022.                                                                           | Ústavní zákaz od r. 2006                                                                         | Pouze sezdané páry mohou osvojit | Zakazuje veškerou antigay diskriminaci |
| Lucembursko         | Legální od r. 1795 + podepsána deklarace Spojených národů                                                                              | Legální od r. 2004                                                                                             | Legální od r. 2014                                                                               | Legální od r. 2014 | Zakazuje veškerou antigay diskriminaci |
| Maďarsko            | Legální od r. 1962 + podepsána deklarace Spojených národů                                                                              | Registrované partnerství od r. 2009                                                                            | (Ústavní zákaz od r. 2012)                                                                       | (Ústavní zákaz od r. 2020) | Zakazuje veškerou antigay diskriminaci |
| Malta               | Legální od r. 1973 + podepsána deklarace Spojených národů                                                                              | Legální od r. 2014                                                                                             | Legální od r. 2017                                                                               | Legální od r. 2014 | Zakazuje veškerou antigay diskriminaci |
| Moldavsko           | Legální od r. 1995 + podepsána deklarace Spojených národů                                                                              | Ne | Ústavní zákaz od r. 1994.                                                                        | Ne | Částečně zakazuje antigay diskriminaci |
| Monako              | Legální od r. 1793 | Legální od r. 2020                                                                                             | (Navrženo)                                                                                       | Ne | Částečně zakazuje antigay diskriminaci |
| Německo             | Legální od r. 1968 ve východním a od r. 1969 v západním Německu, kompletně legalizováno r. 1994 + podepsána deklarace Spojených národů | Registrované partnerství od r. 2001                                                                            | Legální od r. 2017                                                                               | Legální od r. 2017 | Zakazuje veškerou antigay diskriminaci |
| Nizozemsko          | Legální od r. 1811 + podepsána deklarace Spojených národů                                                                              | Legální od r. 1998                                                                                             | Legální od r. 2001                                                                               | Ano | Zakazuje veškerou antigay diskriminaci |
| Norsko              | Legální od r. 1972 + podepsána deklarace Spojených národů                                                                              | Legální od r. 1993                                                                                             | Legální od r. 2009                                                                               | Ano | Zakazuje veškerou antigay diskriminaci |
| Polsko              | Nikdy nebylo trestáno. Legálnost potvrzena od r. 1932 + podepsána deklarace Spojených národů                                           | (Navrženo) | Ústavní definice manželství jako "svazek muže a ženy"                                            | / Homosexuální jednotlivec může osvojit | Částečně zakazuje antigay diskriminaci |
| Portugalsko         | Legální od r. 1982. Dříve legální v letech 1852–1886 + podepsána deklarace Spojených národů                                            | Legální od r. 2001                                                                                             | Legální od r. 2010                                                                               | Legální od r. 2015 | Zakazuje veškerou antigay diskriminaci, according to Constitution |
| Rakousko            | Legální od r. 1971 + podepsána deklarace Spojených národů                                                                              | Registrované partnerství od r. 2010                                                                            | Z rozhodnutí Ústavního soudu od r. 2015                                                          | Adopce dítěte partnera od r. 2013 | Zakazuje veškerou antigay diskriminaci |
| Rumunsko            | Legální od r. 1996 + podepsána deklarace Spojených národů                                                                              | (Navrženo); určitá privilegia v rámci rezidentských práv                                                       | Ne                                                                                               | Homosexuální jedinec může adopotovat dítě. | Zakazuje veškerou antigay diskriminaci |
| Rusko               | Legální od r. 1993. Dříve legální v letech 1917–1930.                                                                                  | Ne | Ústavní zákaz od r. 2020                                                                         | Ne | V r. 2013 vyšel v platnost kontroverzní zákon o zákazu propagace netradičních vztahů mezi dětmi a mladistvými. Většina zemí EU a USA jej považují za diskriminační a zneužitelný. |
| Řecko               | Legální od r. 1951 + podepsána deklarace Spojených národů                                                                              | Registrované partnerství od r. 2015                                                                            | Legální od r. 2024                                                                               | Legální od r. 2024 | Zakazuje veškerou antigay diskriminaci |
| San Marino          | Legální od r. 2001 + podepsána deklarace Spojených národů                                                                              | Legální od r. 2019                                                                                             | Ne                                                                                               | Ne | Zakazuje veškerou antigay diskriminaci. |
| Severní Makedonie   | Legální od r. 1996 + podepsána deklarace Spojených národů                                                                              | (Navrženo) | Ne                                                                                               | Ne | Částečně zakazuje antigay diskriminaci |
| Slovensko           | Legální od r. 1962 + podepsána deklarace Spojených národů                                                                              | (Navrženo) | Ústavní zákaz od r. 2014                                                                         | Ústavní zákaz neprošel díky nízké účasti v Referendu o rodině. (homosexuální jedinec může osvojit dítě)                                                                | Částečně zakazuje antigay diskriminaci |
| Slovinsko           | Legální od r. 1977 + podepsána deklarace Spojených národů                                                                              | Registrované partnerství od r. 2006                                                                            | Legální od r. 2022.                                                                              | Adopce dítěte partnera od r. 2011, společná adopce pozastavená z důvodu negativního výsledku prosincového referenda                                                    | Částečně zakazuje antigay diskriminaci |
| Spojené království  | Legální od r. 1967 v Anglii a Walesu, 1981 ve Skotsku a 1982 v Severním Irsku + podepsána deklarace Spojených národů                   | Registrované partnerství od r. 2005                                                                            | Legální od r. 2013 v Anglii a Walesu, od r. 2014 ve Skotsku a od roku 2019 v Severním Irsku      | Ano | Zakazuje veškerou antigay diskriminaci |
| Srbsko              | Legální od r. 1994 + podepsána deklarace Spojených národů                                                                              | (Navrženo) | Ústavní definice manželství jako "svazek muže a ženy"                                            | Ne | Zakazuje veškerou antigay diskriminaci |
| Španělsko           | Legální od r. 1979 + podepsána deklarace Spojených národů                                                                              | Legalizováno v letech 1998-2018                                                                                | Legální od r. 2005                                                                               | Legální od r. 2005 | Zakazuje veškerou antigay diskriminaci |
| Švédsko             | Legální od r. 1944 + podepsána deklarace Spojených národů                                                                              | Legální od r. 1995                                                                                             | Legální od r. 2009                                                                               | Ano | Zakazuje veškerou antigay diskriminaci vč. slovních útoků proti homosexuálním a transgender lidem                                                                                 |
| Švýcarsko           | V kantonech Ženeva, Vaud, Valais a Ticino legální od r. 1798, celostátně od r. 1942 + podepsána deklarace Spojených národů             | Registrované partnerství od r. 2007                                                                            | Legální od r. 2022                                                                               | Homosexuální jednotlivec může osvojit. Adopce dítěte partnera od r. 2016                                                                                               | Zakazuje veškerou antigay diskriminaci |
| Turecko             | Legální od r. 1858 | Ne | Ne                                                                                               | Žádný speciální zákonný zákaz. | V březnu 2010 byl ustaven výbor, který má připravit návrh antidiskriminačního ustanovení zahrnujícího sexuální orientaci.                                                         |
| Ukrajina            | Legální od r. 1991 | (navrženo) | Ústavní zákaz od r. 1996                                                                         | Homosexuální jednotlivec může osvojit, i když je ve stejnopohlavním sňatku, příznaném v zahraničí, z hlediská ukrajinského práva takový sňatek nemá žadnou právní sílu | Částečně zakazuje antigay diskriminaci |
| Vatikán             | Legální od r. 1929 | Ne | Ne                                                                                               | Ne | Ne |

## Legislativa v teritoriích, koloniích, zámořských území a území se sporným postavením
| Legislativa v zemi: | Legální stejnopohlavní styk                  | Stejnopohlavní soužití | Stejnopohlavní manželství | Homoparentální osvojení                 | Antidiskriminace (sexuální orientace)  |
| ------------------- | -------------------------------------------- | ---------------------- | ------------------------- | --------------------------------------- | -------------------------------------- |
| Abcházie            | Legální po r. 1991, ale přesné datum neznámé | Ne                     | Ne                        | Ne                                      | Ne                                     |
| Jižní Osetie        | Legální od r. 1991, ale přesné datum neznámé | Ne                     | Ne                        | Ne                                      | Ne                                     |
| Kosovo              | Legální od r. 1994                           | Ne                     | Ne                        | Homosexuální jedinec může osvojit dítě. | Zakazuje veškerou antigay diskriminaci |
| Podněstří           | Legální od r. 2002                           | Ne                     | Ne                        | Ne                                      | (navrženo)                             |
| Severní Kypr        | Legální od r. 2014                           | Ne                     | Ne                        | Ne                                      | Zakazuje veškerou antigay diskriminaci |

| Legislativa v zemi: | Legální stejnopohlavní styk | Stejnopohlavní soužití              | Stejnopohlavní manželství | Homoparentální osvojení | Antidiskriminace (sexuální orientace)  |
| ------------------- | --------------------------- | ----------------------------------- | ------------------------- | ----------------------- | -------------------------------------- |
| Faerské ostrovy     | Legální po r. 1933          | Ano                                 | Legální po r. 2017        | Legální po r. 2017      | Zakazuje veškerou antigay diskriminaci |
| Gibraltar           | Legální od r. 1993          | Registrované partnerství od r. 2014 | Legální po r. 2016        | Legální od r. 2013      | Zakazuje veškerou antigay diskriminaci |
| Guernsey            | Legální od r. 1983          | Legální po r. 2017                  | Legální po r. 2017        | Legální po r. 2017      | Zakazuje veškerou antigay diskriminaci |
| Ostrov Man          | Legální od r. 1992          | Registrované partnerství od r. 2011 | Legální od r. 2016        | Legální od r. 2012      | Zakazuje veškerou antigay diskriminaci |
| Jersey              | Legální od r. 1994          | Registrované partnerství od r. 2012 | Legální po r. 2018        | Legální po r. 2012      | Zakazuje veškerou antigay diskriminaci |